# 第209步兵师 (德国国防军)
德國國防軍陸軍第209步兵師（德語：209. Infanterie-Division）是納粹德國國防軍陸軍的一個步兵師。該師於1939年8月組建。
該師組建後，調至德國西部防守待命，並沒有參與1939年9月的入侵波蘭行動。1940年，該師在德國東部防守待命，同樣沒有參與入侵法國行動。
該師最後於1940年8月解散，第209步兵師番號直到1945年德國投降再也沒有重新使用。

## 註腳
1. ↑  Mitcham（2007年）